# Kapelle Hellenthal

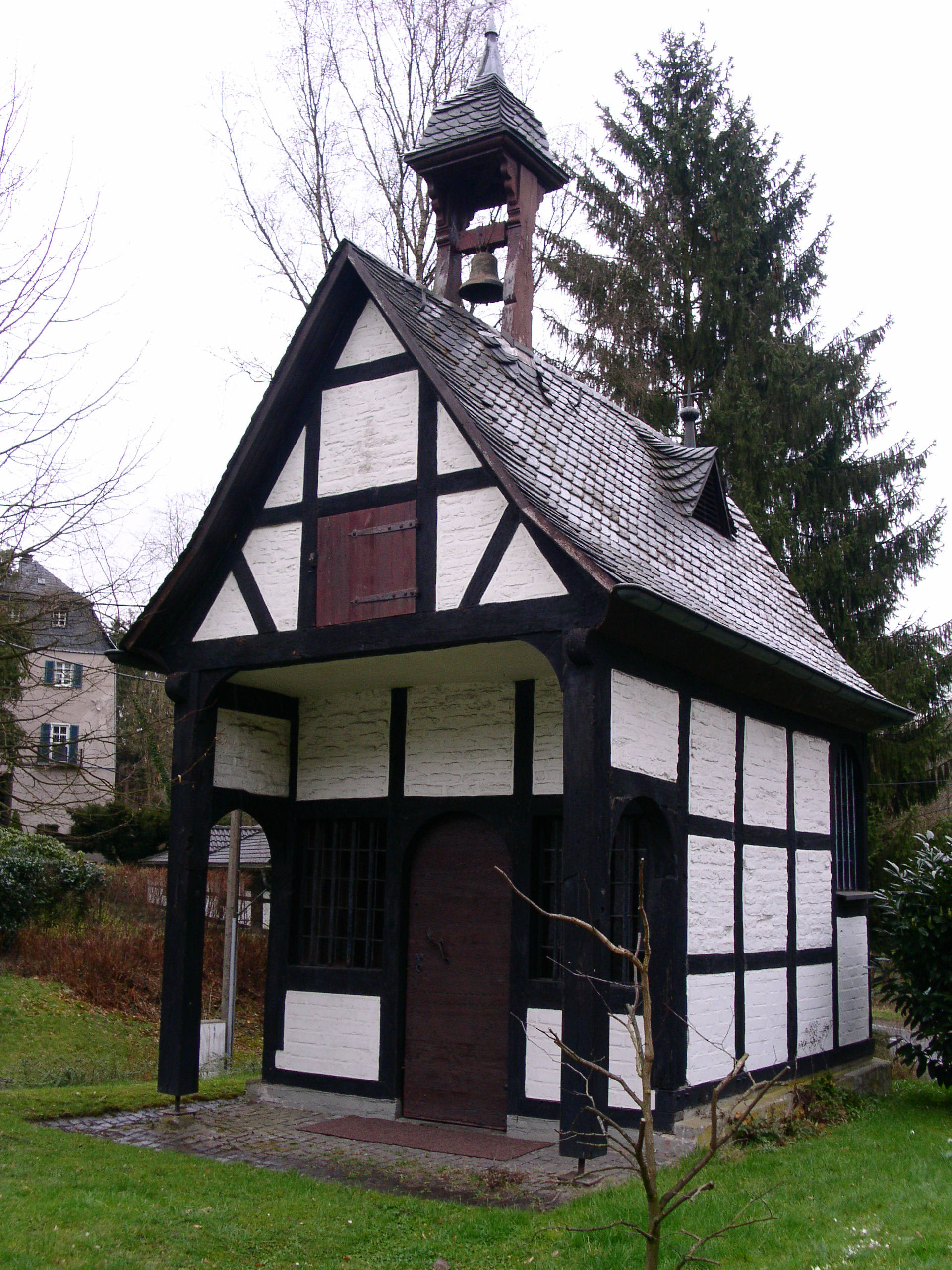
Kapelle Hellenthal (im Hintergrund das Burghaus Hellenthal)

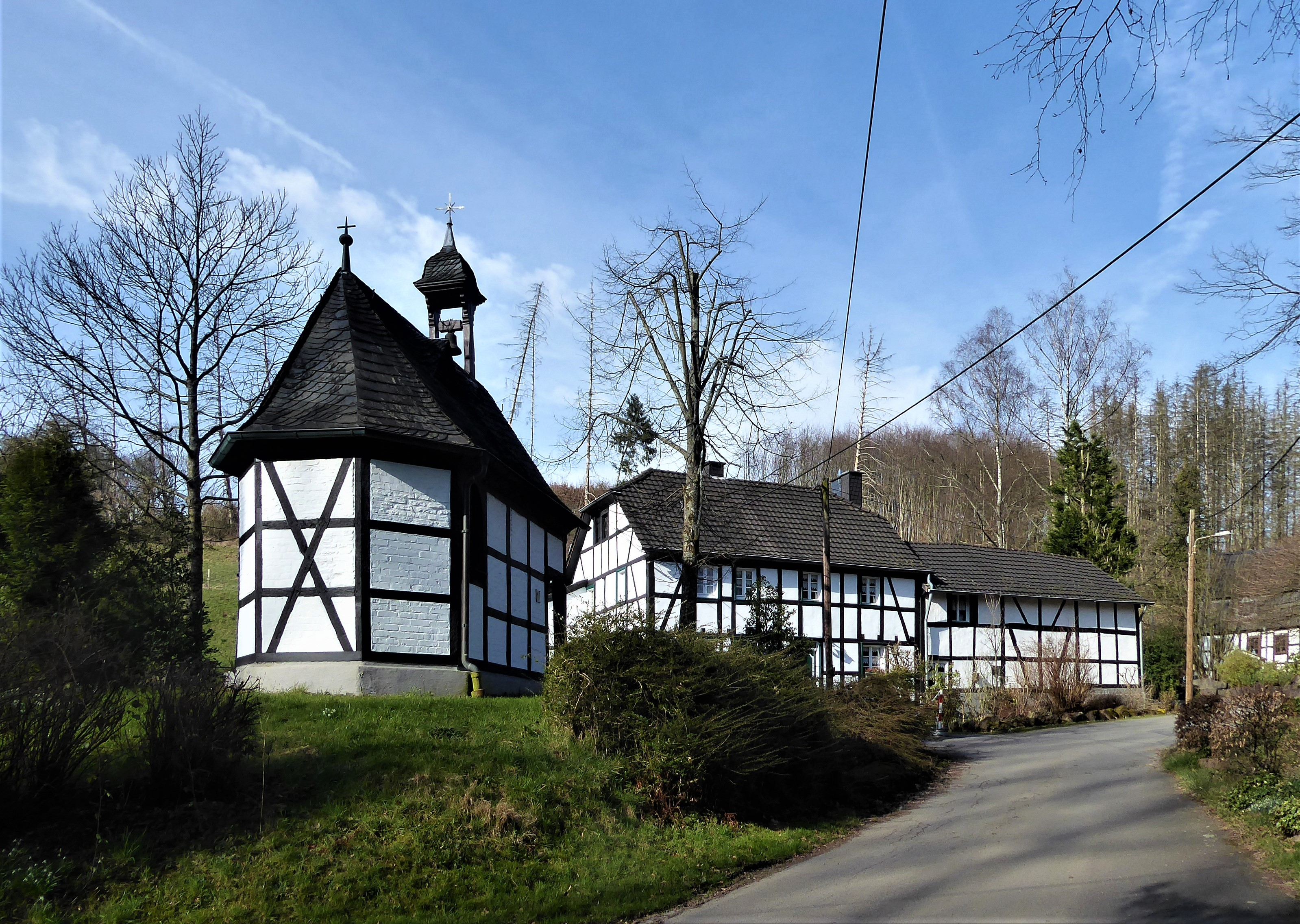
Kapelle St. Barbara in Hellenthal

Die Kapelle Hellenthal liegt im Sülztal zwischen Overath-Untereschbach und Rösrath-Hoffnungsthal. 
Bis zur Kommunalreform 1975 lag die Kapelle auf Bensberger Stadtgebiet. Dann wurde der Ort der Stadt Rösrath zugeordnet.

## Patrozinium
Die Kapelle ist der heiligen Barbara gewidmet. Die heilige Barbara ist eine der Vierzehn Nothelfer und wird in unseren Breiten besonders als Schutzpatronin der Bergleute verehrt. Die Kapelle befindet sich in der Nähe des Berges Lüderich, auf dem in der Grube Lüderich bis 1978 Zink- und Bleierze abgebaut wurden.

## Geschichte
1693 ließ Joan zum Pütz die Kapelle errichten. Er wohnte im benachbarten Burghaus Hellenthal. Im Mittelalter war auch die Bezeichnung „Höllenthal“ gebräuchlich. 1831 zählte der Weiler Hellenthal 21 Einwohner. Auch zu Beginn des 21. Jahrhunderts umfasst der Weiler nur ein paar wenige Fachwerkhäuser. 
Die Kapelle ist ausgestattet mit einem Barockaltar. Sie hat eine Länge von 5,50 m, eine Breite von 3,20 m und ist 2,30 m hoch. Das Fachwerk ist aus Eichenholz gefertigt. Auch die Eingangstür ist aus dicken Eichenbalken. Auf dem Satteldach trägt die Kapelle ein Glockentürmchen mit geschwungener Haube. Es passen etwa ein Dutzend Personen in den Gebetsraum.
Am 28. Juli 1964 wurde die katholische Pfarrgemeinde Immekeppel Eigentümer des Grundstücks und der Kapelle. 1988 erfolgte eine umfassende Restaurierung des Gebäudes. Die Kapelle erhielt einen neuen Glockenturm.

## Baudenkmal
Das Bauwerk ist als Kapelle St. Barbara unter Nr. 27 als Baudenkmal in die Liste der Baudenkmäler in Rösrath eingetragen. Am Barbaratag, dem 4. Dezember 2014 wurde die Kapelle als Denkmal des Monats vorgestellt.

## Museale Würdigung
Im LVR-Freilichtmuseum Lindlar befindet sich ein maßstabsgerechter Nachbau der Kapelle im Bauzustand um 1900. Dank ehrenamtlicher Unterstützung und vieler Spenden konnte dieses Projekt verwirklicht werden.